# マルティン・サトリアーノ
マルティン・アドリアン・サトリアーノ・コスタ（Martín Adrián Satriano Costa , 2001年2月20日 - ）は、ウルグアイ・モンテビデオ県モンテビデオ出身のサッカー選手。セリエA・エンポリFC所属。ポジションはFW。

## クラブ経歴
ユース時代を地元のナシオナルで過ごし、2020年1月にインテルナツィオナーレ・ミラノと契約。プリマヴェーラで早速得点能力を発揮し、2020-21シーズンはU-19ユースリーグで12ゴールを記録。プロ契約前から注目の的となり、早速プレミアリーグからの注目を集めるようになった。2021-22シーズン開幕前のプレシーズンマッチでのアピールに成功し、正式にトップチームに昇格。同シーズン開幕戦の8月21日のジェノアCFC戦で、後半途中にハカン・チャルハノールとの交代で起用され、プロデビューした。
2022年1月17日、スタッド・ブレスト29へ6か月のローン移籍が発表された。
2022年7月4日、エンポリFCへローン移籍。

## 代表経歴
2022年9月27日、カナダ代表との親善試合でA代表初出場。